# U-66 (1941)
U-66 — большая океанская немецкая подводная лодка типа IX-C, времён Второй мировой войны.
Введена в строй 2 января 1941 года. Входила во 2-ю флотилию. Совершила 9 боевых походов, потопила 33 судна (200 021 брт), повредила 2 судна (22 674 брт) и 2 военных судна (64 т). Погибла 6 мая 1944 года западнее Кабо-Верде от обстрела с самолёта и последующего тарана миноносцем USS Buckley из состава противолодочной группы во главе с эскортным авианосцем «Блок-Айленд», погибло 24 человека (один член экипажа умер от болезни), 36 спасено.

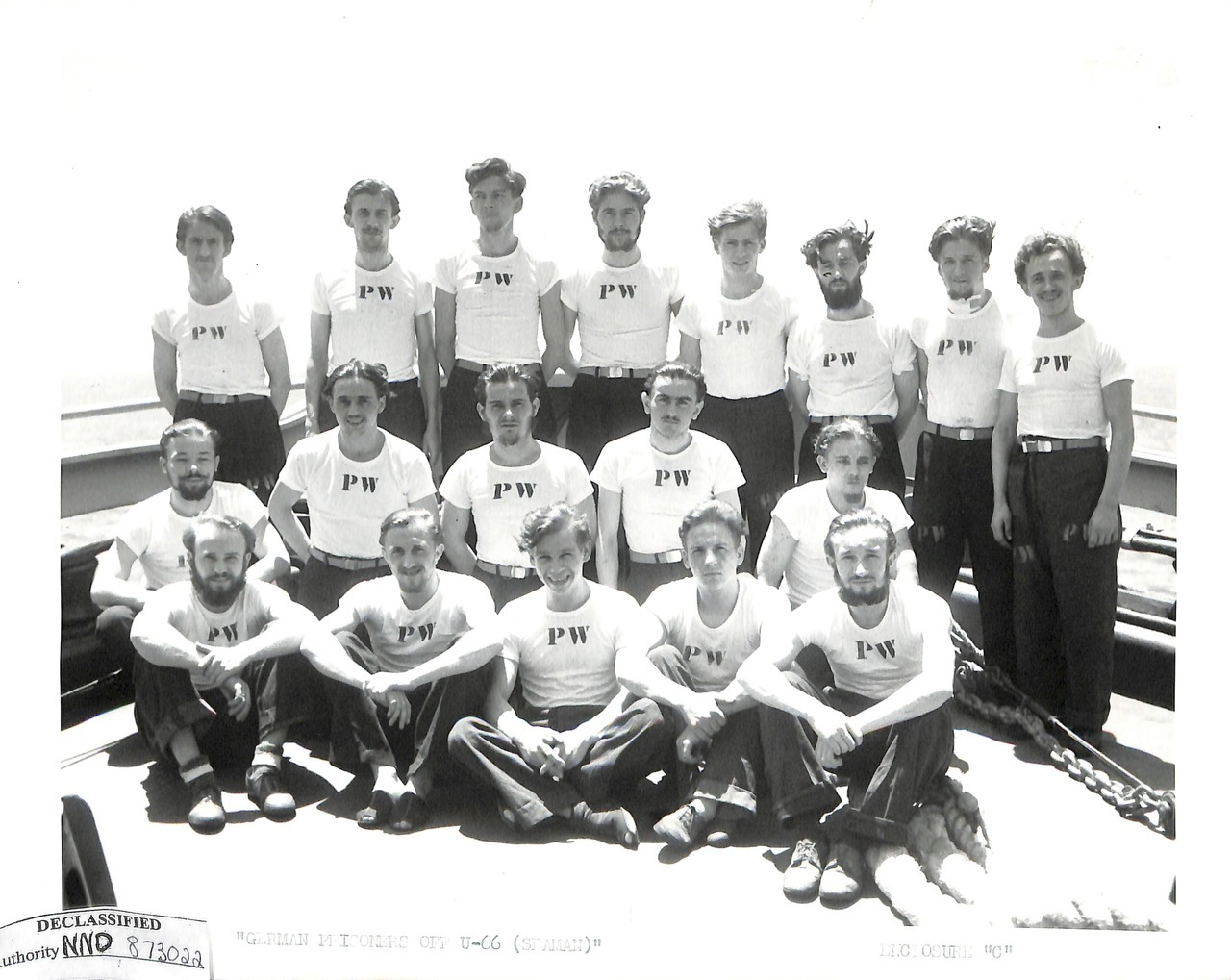
Спасённые подводники на борту USS Block Island
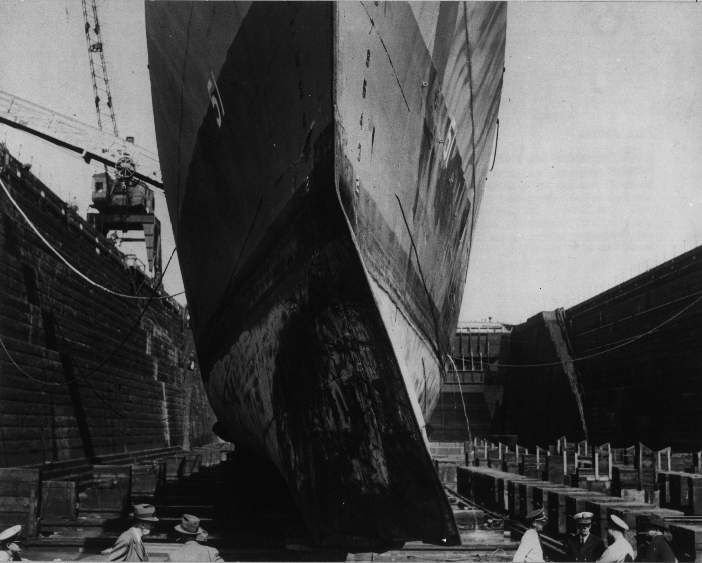
Повреждения носа USS Buckley после тарана U-66